# Килмаканга
Килмаканга (Kīlmakǟnga, латыш. saltkurpis) — в мифологии ливов, беспокойный дух человека (особенно ребенка) умершего преждевременно или в результате насилия. Эти духи часто появляются в виде толпы маленьких детей, хотя могут иметь и неопределенную форму. Страх перед этими духами в основном основан на общем страхе перед теми, кто умер неестественной смертью, и особенно перед детьми, которые были тайно рождены незамужними женщинами и убиты (что означает, что они никогда не были крещены). Защитой от килмаканги может служить крест.
Иногда отождествляется с ведьмой, вихрем, оборотнем, привидением, лесным духом или дьяволом.